# Jacint Castañeda
Jacint Maria Castañeda i Pujassons (Xàtiva, 13 de gener de 1743 - Hanoi, Vietnam, 7 de novembre de 1773) fou un frare dominic, missioner en terres de l'Extrem Orient, on morí martiritzat. És venerat com a sant per l'Església Catòlica.

## Biografia
Nascut a Xàtiva, fill de Josep i de Josepa, fou batejat a la Col·legiata de Santa Maria amb els noms de Fèlix Tomàs Joaquim Tadeu. Als vuit anys quedà orfe de pare i poc després va manifestar el desig d'ésser religiós. Va ingressar en 1756 en el convent de Sant Domènec de la mateixa ciutat, de l'Orde de Predicadors, on estudià, com després al d'Oriola. Hi prengué el nom de religió de Jacint, en homenatge a Jacint de Polònia. En 1761 va marxar cap a Manila com a missioner voluntari: hi acabà els estudis i hi fou ordenat sacerdot en 1765, a Cebu.
Predicà i oficià com a missioner a Fujian (Xina), on fou empresonat i desterrat. El 22 de febrer de 1770 arribà a Tonquín (Vietnam), on també fou perseguit i empresonat durant les persecucions del rei Trịnh Sam; després de tres mesos tancat en una gàbia, fou decapitat juntament amb el dominic vietnamita Vicenç Le Quang Liem.
Fou beatificat per Pius X el 20 de maig de 1906 i canonitzat per Joan Pau II el 19 de juny de 1988.